# Roots (album, Johnny Winter)
Roots je studiové album amerického kytaristy a zpěváka Johnnyho Wintera. Album vyšlo 27. září 2011 u vydavatelství Megaforce Records. Na albu jsou klasické bluesové písně, napsané například Robertem Johnsonem, Muddy Waters a mnoha dalšími. Podílela se na něm řada hostů, jako například jeho bratr Edgar Winter, John Medeski nebo Warren Haynes.

## Seznam skladeb
| Pořadí         | Název                   | Autor                      | Délka |
| -------------- | ----------------------- | -------------------------- | ----- |
| 1.             | T-Bone Shuffle          | T-Bone Walker              | 4:54  |
| 2.             | Further on Up the Road  | Joe Medwick                | 4:18  |
| 3.             | Done Somebody Wrong     | Elmore James               | 4:47  |
| 4.             | Got My Mojo Workin'     | Preston Foster             | 5:09  |
| 5.             | Last Night              | Little Walter              | 5:47  |
| 6.             | Maybellene              | Chuck Berry                | 2:49  |
| 7.             | Bright Lights, Big City | Jimmy Reed                 | 4:28  |
| 8.             | Honky Tonk              | Clarence „Gatemouth“ Brown | 3:43  |
| 9.             | Dust My Broom           | Robert Johnson             | 6:04  |
| 10.            | Short Fat Fannie        | Larry Williams             | 4:07  |
| 11.            | Come Back Baby          | Walter Davis               | 6:28  |
| Celková délka: | Celková délka:          | Celková délka:             | 52:34 |

## Obsazení
- Johnny Winter – kytara, zpěv
- Edgar Winter – saxofon
- Derek Trucks – kytara
- Jimmy Vivino – kytara
- Mike DiMeo – varhany, piáno
- Vince Gill – kytara
- Don Harris – trubka
- Warren Haynes – kytara
- Sonny Landreth – kytara
- Frank Latorre – harmonika
- Vito Liuzzi – bicí
- John Medeski – varhany
- Joe Meo – saxofon
- Paul Nelson – kytara, tamburína
- John Popper – harmonika
- Scott Spray – baskytara
- Susan Tedeschi – kytara, zpěv